# Sainte-Marie (Altos-Alpes)
Sainte-Marie foi uma comuna francesa na região administrativa da Provença-Alpes-Costa Azul, no departamento de Altos-Alpes. Estendia-se por uma área de 7,5 km². Em 2010 a comuna tinha 42 habitantes (densidade: 5,6 hab./km²).
Em 1 de julho de 2017, passou a formar parte da nova comuna de Valdoule.